# 中島町 (岡崎市)
中島町（なかじまちょう）は、愛知県岡崎市の町名。丁番を持たない単独町名であり、47の小字が設置されている。

## 地理
岡崎市の南西端に位置する。

### 小字
| - 字荒井前（あらいまえ） - 字荒子（あらこ） - 字池端（いけばた） - 字井ノ上（いのうえ） - 字井ノ下（いのした） - 字井龍（いりゅう） - 字上野（うえの） - 字後畑（うしろばた） - 字後屋敷（うしろやしき） - 字馬取池（うまとりいけ） - 字遂分（おいわけ） - 字大久後（おおくご） - 字小園（おぞの） - 字小園前（おぞのまえ） - 字落境（おちざかい） - 字柿ノ木（かきのき） - 字上町（かみまち） - 字上町下ノ切（かみまちしものきれ） - 字上丸ノ内かみまるのうち） - 字カラムシ（からむし） - 字川田（かわだ） - 字紅蓮（こうれん） - 字境（さかい） - 字鮫田（さめた） | - 字佐渡（さわたり） - 字下井ノ上（しもいのうえ） - 字下長池（しもながいけ） - 字下丸ノ内（しもまるのうち） - 字新町（しんまち） - 字住吉西（すみよしにし） - 字高畑（たかばた） - 字戸井（とい） - 字道海（どうかい） - 字中上野（なかうえの） - 字中道（なかみち） - 字流（ながれ） - 字西追訳（にしおいわけ） - 字西ケ坪（にしがつぼ） - 字東追訳（ひがしおいわけ） - 字東ケ坪（ひがしがつぼ） - 字瓢覃（ひょうたん） - 字藤島（ふじしま） - 字藤屋（ふじや） - 字本町（ほんまち） - 字町後（まちうしろ） - 字明生池（みょうしょういけ） - 字薬師（やくし） |

## 世帯数と人口
2019年（令和元年）5月1日現在の世帯数と人口は以下の通りである。
| 町丁   | 世帯数    | 人口    |
| ------ | --------- | ------- |
| 中島町 | 2,664世帯 | 6,694人 |

### 人口の変遷
国勢調査による人口の推移
| 1995年（平成7年）  | 4,945人 | [ 5 ] |  |
| 2000年（平成12年） | 5,433人 | [ 6 ] |  |
| 2005年（平成17年） | 6,157人 | [ 7 ] |  |
| 2010年（平成22年） | 6,278人 | [ 8 ] |  |
| 2015年（平成27年） | 6,558人 | [ 9 ] |  |

## 学区
市立小・中学校に通う場合、学区は以下の通りとなる。
| 番・番地等 | 小学校                   | 中学校               | 高等学校普通科 |
| ---------- | ------------------------ | -------------------- | -------------- |
| 全域       | 岡崎市立六ツ美南部小学校 | 岡崎市立六ツ美中学校 | 三河学区       |

## 歴史
碧海郡下中島村および高畑村を前身とする。

### 沿革
- 1889年（明治22年）10月1日 - 町村制施行・合併に伴い、碧海郡中島村大字下中島となる[11]。
- 1906年（明治39年）5月1日 - 合併に伴い、六ツ美村大字中島に改称[12]。
- 1914年（大正3年） - 大字高畑を編入[12]。
- 1958年（昭和33年）10月15日 - 町制施行に伴い、六ツ美町大字中島となる[12]。
- 1962年（昭和37年）10月15日 - 岡崎市へ編入し、同市中島町となる[12]。
- 1982年（昭和57年）1月21日 - 一部が中島中町・中島西町・中島東町・二軒屋町となる[12][13]。

### 史跡
- 広田川河床遺跡A
- 広田川河床遺跡B
- 広田川河床遺跡C

## 交通
- 愛知県道43号岡崎碧南線（土呂西尾道）
- 愛知県道292号幸田石井線

## 施設
- 岡崎市立六ツ美南部小学校
- 岡崎市地域交流センター六ツ美分館・悠紀の里
- 社会福祉法人ひかる会 中島保育園
- 浄光寺
- 崇福寺
- マグフーズ 本社
- 岡崎信用金庫 六ツ美支店
- 碧海信用金庫 六ツ美支店
- 西尾信用金庫 六ツ美支店
- 岡崎六ツ美郵便局

## ギャラリー
- 浄光寺
- 崇福寺
- 岡崎市立六ツ美南部小学校
- 岡崎市地域交流センター六ツ美分館・悠紀の里
- 名鉄東部交通バス「中島バス停」。かつて三河中島駅があった付近。

## その他

### 日本郵便
- 郵便番号 : 444-0226[3]（集配局：岡崎郵便局[14]）。

## 参考資料
- 「角川日本地名大辞典」編纂委員会 編『角川日本地名大辞典 23 愛知県』角川書店、1989年3月8日。ISBN 4-04-001230-5。
- 有限会社平凡社地方資料センター 編『日本歴史地名大系第23巻 愛知県の地名』平凡社、1981年。ISBN 4-582-49023-9。
- 新編岡崎市史編さん委員会 編『新編岡崎市史 総集編 20』1993年。